# ذاكرة قصيرة الأمد

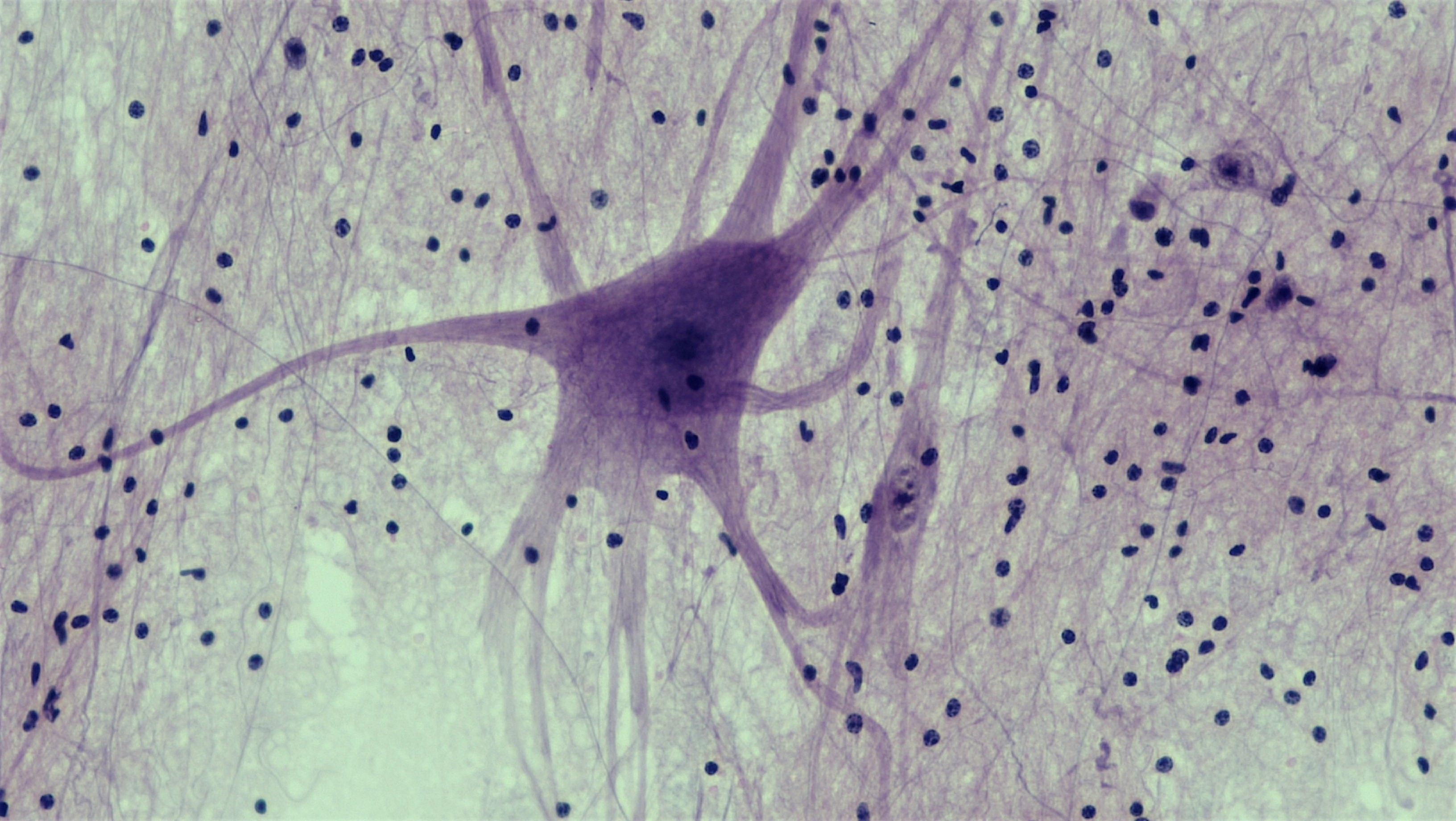

الذاكرة قصيرة الأمد (تُعرف أيضًا بالذاكرة «الأولية» أو «النشطة») هي القدرة على الاحتفاظ بقدر صغير من المعلومات في الذهن، في حالة نشطة وسهلة المنال لفترة زمنية قصيرة.
تُقدر فترة عمل الذاكرة قصيرة الأمد (عند منع أية مراجعة أو استعادة نشطة) بثوان معدودة. والسعة الشائعة لهذه الذاكرة هي القدرة على الاحتفاظ بـ 7±2 مفردات. أما الذاكرة طويلة الأمد فتستطيع الاحتفاظ بكم غير محصور من المعلومات.
ولكن ينبغي التمييز بين الذاكرة قصيرة الأمد والذاكرة العاملة، والتي يُقصد بها الهياكل والعمليات المستخدمة بغرض التخزين والمعالجة المؤقتة للمعلومات.

## مساحة تخزين منفصلة
تعود فكرة تقسيم الذاكرة إلى ذاكرة قصيرة الأمد وأخرى طويلة الأمد إلى القرن التاسع عشر. وقد افترض نموذج كلاسيكي للذاكرة يعود إلى الستينات من القرن التاسع عشر، أن جميع الذكريات تنتقل من مخزن الذكريات قصيرة الأمد إلى مخزن الذكريات طويلة الأمد بعد فترة قصيرة. ويُعرف هذا النموذج بـ«نموذج وسائط النقل»، وقد فصله العالم شيفرين تفصيلًا شهيرًا. ولكن خبراء هذا المجال لا يزالون مختلفين حول الآليات التي يجري بها هذا الانتقال، وحول ما إذا كان كل الذكريات أم بعضها فقط يُحفظ حفظًا دائمًا، بل وحول إذا ما كان هناك اختلاف حقيقي بين هذين المخزنين.
أحد الأدلة التي تشير إلى أن لمخزن الذاكرة قصيرة الأمد كينونة مستقلة
يُستنبط من مرض فقدان الذاكرة التقدمي، وهو عدم القدرة على تعلم حقائق
وتسلسلات جديدة. والمصابون بهذا النوع من فقدان الذاكرة لديهم القدرة
على الاحتفاظ بكم صغير من المعلومات خلال فترات قصيرة (تصل إلى ثلاثين
ثانية) ولكنهم يعانون من ضعف رهيب في القدرة على تشكيل ذكريات طويلة
الأمد. يُفهم من ذلك أن مخزن الذكريات قصيرة الأمد مُعافى من فقدان
الذاكرة ومن أمراض الدماغ الأخرى.
تأتي أدلة أخرى من دراسات تجريبية، وتشير هذه الدراسات إلى أن بعض التلاعبات (مثل مهمة تشتيتية، كطرح رقم آحاد من رقم أكبر منه مرارًا بعد عملية حفظ، راجع إجراء براون-بيترسون) يعيق تذكر أحدث 3-5 كلمات حفظًا في قائمة كلمات (يُفترض أن هذه الكلمات الحديثة محفوظة في الذاكرة قصيرة الأمد)، بينما لا تتأثر الكلمات الأسبق ذكرًا في القائمة (والتي يُفترض أنها محفوظة في الذاكرة طويلة الأمد)، في حين لا تؤثر تلاعبات أخرى (مثل تشابه معاني الكلمات) إلا على الكلمات الأسبق في القائمة، ولا تتأثر بها الكلمات الأخيرة منها.
إن هذه النتائج تشير إلى أن العوامل التي تؤثر على التذكر قصير الأمد (تشتيت عملية السرد) تختلف عن تلك المؤثرة في التذكر طويل الأمد (تشابه المعانى). تجتمع هذه الاكتشافات لتشير إلى أن الذاكرتين قصيرة وطويلة الأمد قد تكونان مختلفتان ومنفصلتان.
على أنه لم يتوافق جميع الباحثين على أن الذاكرة قصيرة الأمد والذاكرة طويلة
الأمد منظومتين منفصلتين. وقال بعض المنظرين بأن الذاكرة موحدة على
مستوى جميع النطاقات الزمنية، بدءًا من المللي ثانية وانتهاء بالسنوات.
ويدعم هذه النظرية القائلة بوحدة الذاكرة صعوبة رسم خط فاصل واضح بين
الذاكرتين قصيرة الأمد وطويلة الأمد. على سبيل المثال، يوضح تارنو أن منحنى قابلية التذكر مقابل عدمها يظهر بشكل خط مستقيم ابتداء من ست ثواني حتى ستمائة ثانية. فلو كان هناك مخزنان منفصلان للذاكرة يعملان خلال هذا النطاق الزمني حقًا، لتوقع المرء أن يكون هناك انقطاع في هذا المنحنى. كما أن أبحاثًا أخرى أظهرت تشابهًا واضحًا في الأنماط التفصيلية لأخطاء استدعاء المعلومات عند محاولة تذكر قائمة ما بعد تعلمها مباشرة (يُفترض أنها تُستدعى من الذاكرة قصيرة الأمد) وعند محاولة استدعائها بعد أربع وعشرين ساعة (يُفترض أنها تُستدعى من الذاكرة طويلة الأمد).
أضافت تجارب قائمة على مهام تشتيتية متكررة أدلة أخرى على عدم وجود مخزن منفصل للذاكرة قصيرة الأمد. قدّم روبرت بيورك وويليام ب. ويتن، في تجربتهما عام 1974, ثنائيات من الكلمات مطلوب تذكرها لاحقًا للمشاركين في التجربة، على أن يقوم المشاركون بعملية ضرب حسابية تشتيتية بسيطة لمدة 12 ثانية قبل وبعد كل ثنائية. وبعد الثنائية الأخيرة، طُلب من المشاركين القيام بالمهمة الحسابية التشتيتية لمدة 20 ثانية. في نتيجة التجربة، وجد بيورك وويتن أن كلًا من تأثير الحداثة (ارتفاع احتمالية تذكر آخر المفردات دراسة) وتأثير الأولية (ارتفاع احتمالية تذكر المفردات القليلة الأولى) ظل قائمًا.
لا تبدو هذه النتائج متسقة مع فكرة الذاكرة قصيرة الأمد، إذًا لأخذت المفردات التشتيتية مكان بعض الثنائيات في المخزن المؤقت، مما يضعف قوة المفردات الموجودة في الذاكرة طويلة الأمد، المرتبطة بذلك. وقد افترض بيورك وويتن أن هذه النتائج يمكن أن تُعزى إلى عمليات الذاكرة المتعلقة باسترجاع الذاكرة طويلة الأمد في مقابل استرجاع الذاكرة قصيرة الأمد.

## الأساس البيولوجي

### النظرية الاشتباكية للذاكرة قصيرة الأمد
تقدم باحثون شتى بنظرية مفادها أن المحفزات تُدرج في الذاكرة قصيرة
الأمد عن طريق نفاد الناقلات. فوفقًا لهذه الفرضية، يُنشط محفز نمط نشاط مكاني عبر الخلايا العصبية في أحد مناطق الدماغ. وحينما تنشط هذه الخلايا العصبية، تنفد من مخزنها الناقلات العصبية التي كانت متوفرة، ولكن هذا النفاد نفاد رمزي، بحيث تمثل معلومات المحفز ووظائفه مسارًا للذاكرة. يتحلل هذا المسار مع مرور الوقت نتيجة لآليات إعادة امتصاص الناقلات العصبية، والتي تعيدها إلى المستويات التي كانت عليها قبل وجود المُحفز.

## العلاقة بين الذاكرة قصيرة الأمد والذاكرة العاملة
اختلفت النظريات في توصيف العلاقة بين الذاكرة قصيرة الأمد والذاكرة العاملة، ولكن هناك اتفاقًا عامًا على أنهما مفهومين مختلفين. فالذاكرة العاملة إطار نظري يشير إلى الهياكل والعمليات المستخدمة لتخزين المعلومات ومعالجتها مؤقتًا. وبهذا المعنى، يمكن أن يُشار إلى الذاكرة العاملة باسم «التركيز العامل» أيضًا. إن الذاكرة العاملة والتركيز العامل يلعبان معًا دورًا رئيسيًا في عمليات التفكير. أما الذاكرة قصيرة الأمد فيمكن تعريفها، بطريقة محايدة نظريًا، على أنها التخزين القصير الأمد للمعلومات، وهي لا تتضمن معالجة أو تنظيم المواد المحفوظة في الذاكرة. وهكذا، فبرغم وجود مكونات خاصة بالذاكرة قصيرة الأمد في نماذج الذاكرة العاملة، إلا أن مفهوم الذاكرة قصيرة المدة يختلف عن هذه المفاهيم الأكثر افتراضية. وقد ورد في النموذج ذو التأثير القوي الذي قدمه بادلي عام 1986 نوعان من آليات التخزين قصير الأمد: الحلقة الفنولوجية، والسجل البصري الفضائي. إن معظم الأبحاث الوارد ذكرها هنا تتعلق بالحلقة الفونولوجية، وذلك لأن المواد اللفظية كانت هي المستخدمة في معظم الأعمال المتعلقة بالذاكرة قصيرة الأمد. ولكن في السنوات الأخيرة، ظهرت طفرة في البحوث على الذاكرة البصرية قصيرة الأمد، كما ازداد العمل على الذاكرة الفضائية قصيرة الأمد أيضًا.

## فترة عمل الذاكرة قصيرة الأمد
توحي محدودية فترة العمل الخاصة بالذاكرة قصيرة الأمد بأن محتوياتها
تضمحل بشكل عفوي مع مرور الوقت. تمثل هذا الفرضية بالاضمحلال العفوي جزءًا من الكثير من النظريات المتعلقة بالذاكرة قصيرة الأمد، وواحد من أبرز هذه النظريات هو نموذج الذاكرة العاملة والذي قدمه العالم بادلي.
وعادة ما تقترن فرضية الاضمحلال بفكرة المراجعة السريعة الخفية، بمعنى
أنه من أجل التغلب على محدودية الذاكرة قصيرة الأمد والاحتفاظ بالمعلومات لفترة أطول، يجب أن تُكرر أو تُراجع المعلومات بشكل دوري،
ويكون ذلك إما عن طريق التلفظ بها أو ترديدها في الرأس. وهكذا تدخل
المعلومات المخزن قصير الأمد مرة أخرى وتُحفظ لفترة إضافية.
فيما يعارض بعض الباحثين فكرة أن الاضمحلال العفوي يلعب دورًا يُذكر في
النسيان على الأمد القصير، والأدلة على هذا ليست بقاطعة.
تقدم هؤلاء الباحثون بفكرة بديلة وهي فكرة التدخل، ومفادها أنه عندما تُدرج مفردات متعددة في الذاكرة قصيرة الأمد (أرقام مثلًا، أو كلمات أو صور) في الوقت ذاته، تتنافس ممثلاتها على أيهم تُذكر، ويعلو بعضهم فوق بعض. وبالتالي فإن المحتوى الجديد يدفع المحتوى القديم حتى يطرده، إلا إذا كان المحتوى القديم محميًا من أي تدخل، وذلك بمراجعته أو بتركيز الانتباه عليه.

## سعة الذاكرة قصيرة الأمد
بغض النظر عن الأسباب التي تؤدي إلى النسيان على الأمد القصير، فإن هناك إجماعًا على أنه يحد بشدة من كمية المعلومات الجديدة التي يمكن الاحتفاظ بها لفترات زمنية قصيرة. يُعرف هذا الحد باسم السعة المحدودة للذاكرة قصيرة الأمد. كما تُسمى طاقة الذاكرة قصيرة الأمد عادة بعُمر الذاكرة، في إشارة إلى إجراء شائع يُستخدم لقياسها. ففي اختبار عُمر الذاكرة، يُقدم المختبِر مجموعة قوائم ببعض المفردات (أرقام مثلًا أو كلمات) متصاعدة الطول. ويُقاس عُمر ذاكرة الفرد بأطول قائمة يمكنه تذكرها بترتيبها الصحيح في ما لا يقل عن نصف عدد المحاولات.
اقترح عالم النفس جورج ميلر في مقاله المبكر والبالغ التأثير «الرقم السحري سبعة، زائدًا أو ناقصًا اثنين» أن عمر الذاكرة البشرية قصيرة
الأمد هو حوالي سبعة عناصر زائدين أو ناقصين اثنين، كما ذكر أن هذا الأمر كان معروفًا جيدًا في ذلك الوقت (يبدو أن هذا يعود إلى الباحث فونت، في القرن التاسع عشر). وقد أظهرت أبحاث أحدث أن هذا «الرقم السحري سبعة» دقيق بشكل تقريبي عندما اختُبرت نسبة تذكر بعض الطلاب الجامعيين لقوائم من الأرقام، ولكن عمر الذاكرة يتفاوت تفاوتًا كبيرًا على حسب الأشخاص الذين يُجرى عليهم الاختبار، وعلى حسب المادة المستخدمة أيضًا. فعلى سبيل المثال، تعتمد القدرة على تذكر مجموعة كلمات بالترتيب على بعض الخصائص في هذه الكلمات؛ فيقل عدد الكلمات التي يتذكرها المرء كلما كانت الكلمات أطول نطقًا (وهو ما يُعرف بتأثير طول الكلمة) وكلما تشابهت الكلمات في نطقها (وهو ما يُعرف بتأثير التشابه الصوتي). وفي المقابل، يتذكر المرء كلمات أكثر كلما كانت الكلمات مألوفة أو متكررة في اللغة، وأيضًا عندما تكون كل كلمات القائمة مأخوذة قطاع دلالي واحد (من قطاع الألعاب مثلًا)، بخلاف ما إذا كانت مأخوذة من قطاعات متعددة. وقد تبيّن وفق الأدلة المتوفرة أن أفضل تقدير عام لذاكرة الأمد القصير هو حوالي أربعة قطع أو «حِزمات» من المعلومات. أما عملية التذكر الحر، فقد تبين أنها ليست محصورة في مثل هذا الكم، وإنما هي إحدى وظائف الذاكرة تتحلل مع مرور الوقت.